# 판독 집적회로

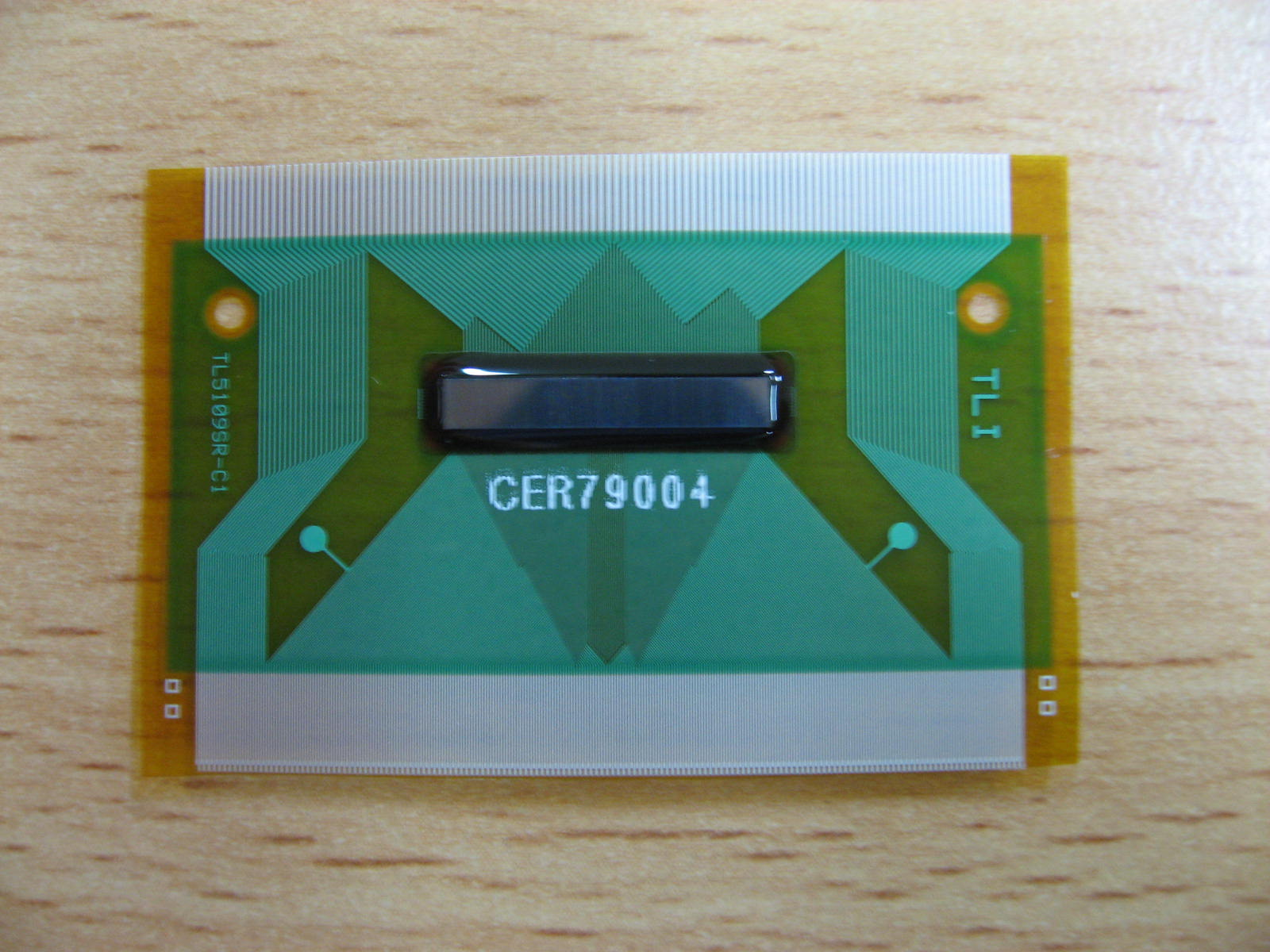
TLi 판독 집적회로

판독 집적회로 (Readout integrated circuits)는 디텍터 어레이에서 하이브리드 평판 어레이에 기계적이고 전기적으로 인터페이스하는데 사용되는 전기 멀티플렉서이다. 일반적으로 약칭인 ROIC로 불린다. 판독 집적회로는 각 디텍터에 기준전압을 가하거나 입사된 전자기 에너지으로 생성된 신호를 측정할 수 있는 화소회로 (단일셀)의 어레이를 포함하고 있다. 그리고 ROIC는 버퍼에 기록된 신호를 외부 전자회로에 전송한다. 판독 집적회로는 일반적으로 자외선에 민감한 광센서와 적외선 검출기, 엑스선 판독기에 사용된다.

## ROIC 구성회로
- 횡/열 시프트 레지스터
- 제로 리셋 클럭
- 멀티플렉서
- BIST